# Alyssum costei
Alyssum costei är en korsblommig växtart som beskrevs av fader Sennen och Carlos Pau. Alyssum costei ingår i släktet stenörter, och familjen korsblommiga växter. Inga underarter finns listade i Catalogue of Life.